# Petaurus australis
Il petauro dal ventre giallo (Petaurus australis), noto anche come  petauro dello zucchero dal ventre giallo, è un piccolo mammifero notturno che vive nelle foreste di eucalipti. È autoctono dell'Australia orientale.

## Habitat
Abita nelle foreste e nei boschi dell'Australia orientale e si trova a diverse altitudini: dal livello del mare fino a 1400 metri.
Nel Queensland settentrionale, la sottospecie si trova ad altitudini superiori a 700 metri sul livello del mare. Ne esistono 13 diverse popolazioni in tre luoghi distinti nel Queensland settentrionale, una risiede sull'altopiano del Monte Windsor, un'altra sull'altopiano del Monte Carbine e la terza vive in un habitat lineare che va da Atherton a Kirrama sull'altopiano di Atherton. Si stima che queste tre popolazioni insieme contino un totale di circa 6000 esemplari. Con il loro habitat in pericolo, il petauro dal ventre giallo è classificato "raro" ed è particolarmente vulnerabile ai tropici. Il petauro è più diffuso nel Queensland meridionale, Nuovo Galles del Sud e Victoria.

## Aspetto e comportamento
Il petauro dal ventre giallo è un marsupiale delle dimensioni di un coniglio. In genere ha una pelliccia grigio-marrone sul dorso ed un ventre che può essere bianco sporco, arancione o giallo. Ha grandi orecchie appuntite ed una lunga coda che può crescere fino a raggiungere i 48 cm. La lunghezza del corpo è inferiore rispetto alla coda, arrivando a circa 30 cm. Il peso medio è di circa 700 grammi e i maschi sono generalmente più grandi delle femmine.
Esistono due sottospecie:
- Petaurus australis australis nel sud (che è localmente comune)
- Petaurus australis reginae nel Queensland settentrionale (che è raro e minacciato dal disboscamento)

Il petauro dal ventre giallo è la specie più grande dei Petaurus, appartiene a un gruppo di marsupiali arboricoli e può planare fino a 150 metri. Questo marsupiale è stato osservato saltare fino a 100 m e talvolta anche 114 metri.
È simile per morfologia sia al petuaro del mogano, anche se di dimensioni leggermente maggiori, sia al petauro maggiore. Una specie a cui è più strettamente correlato è il "lemure a coda rigata" piuttosto che ad altri membri del genere Petaurus.
Il petauro dal ventre giallo è gregario, difatti insieme al petauro dello zucchero è l'unico petauro socievole, trascorre la giornata in una zona alberata e bordata di foglie che di solito è condivisa con altri membri della sua stessa famiglia. Ha un caratteristico richiamo ringhiante che usa come mezzo di comunicazione che può essere udito fino a 500 metri di distanza.

## Riproduzione
La riproduzione avviene in primavera nel sud, mentre in tutto l'anno nel Queensland, a nord. La maturità sessuale viene raggiunta all'età di circa due anni, quando avviene l'accoppiamento. Solitamente è monogamo ed il periodo di accoppiamento va da agosto a dicembre. La prole nasce normalmente tra maggio e settembre, e rimane poi nel marsupio per circa 100 giorni. I piccoli vengono quindi lasciati nella tana per 2-3 mesi prima di essere svezzati dalla madre. Prima di essere svezzati totalmente permangono nella tana ed entrambi i genitori si prendono cura di loro.
Nel Queensland settentrionale le tane sono realizzate su alberi di Eucalyptus grandis e sono rivestite di foglie. La loro aspettativa di vita (allo stato brado) è di circa sei anni.

## Dieta
La dieta del petauro dal ventre giallo consiste in nettare, melata, insetti, polline e linfa degli alberi, tra cui linfa di eucalipto, di Corymbia, di Angophora e di Lophostemon. Mostra una forte preferenza per alberi con corteccia liscia, possibilmente in relazione al volume del flusso di linfa. Ottiene la linfa dell'albero mordendo la corteccia per creare un cuneo/tacca a forma di "V" per favorire il flusso di gomma e linfa. Di solito incide la corteccia nella parte alta dei tronchi o sui rami superiori degli alberi.
L'incisione sarà poi sfruttata anche dal petauro dello zucchero, il quale non ha la forza necessaria per rompere la corteccia con i denti.

## Conservazione
La perdita e la frammentazione del suo habitat, dovuta prevalentemente alla raccolta di legname e all'agricoltura, è la principale minaccia per questa specie. Il disboscamento di vecchi alberi dove i petauri nidificano, insieme all'assenza di regolari regimi antincendio e alla rimozione generale del legname, ha portato ad un degrado degli habitat rimanenti. In precedenza era stato classificato come una specie a "rischio minimo" per causa di un'ampia distribuzione con l'ulteriore presenza di diverse aree protette. Questo elenco è stato successivamente modificato in "prossimo alla minaccia" nella pubblicazione sulla Lista Rossa IUCN del 2016 a causa di una diminuzione della popolazione del 30% in tre generazioni.